# Tepatlaxco, Rafael Delgado
Tepatlaxco är en ort i Mexiko.   Den ligger i kommunen Rafael Delgado och delstaten Veracruz, i den sydöstra delen av landet, 220 km öster om huvudstaden Mexico City. Tepatlaxco ligger 1 641 meter över havet och antalet invånare är 111.
Terrängen runt Tepatlaxco är bergig åt nordväst, men åt sydost är den kuperad. Runt Tepatlaxco är det ganska tätbefolkat, med 166 invånare per kvadratkilometer. Närmaste större samhälle är Orizaba, 8,1 km norr om Tepatlaxco. I omgivningarna runt Tepatlaxco växer i huvudsak städsegrön lövskog.